# بانو آئویی (میشیما)
آئویی نو اوئه، که در زبانِ فارسی با نامِ بانو آئویی و نیز بانویی می‌میرد ترجمه و شناخته شده، نمایشنامه‌ای کوتاه از یوکیو میشیما، کارِ سال ۱۹۵۴ است.

## اقتباس
میشیما این نمایشنامه را بر اساس یک نوی دورهٔ موروماچی به همین نام نوشته است؛ و این نوی کهن خودْ سرگذشت آئویی نو اوئه از داستان گنجی را به نمایش می‌کشد و احتمالاً کارِ سه‌آمی موتوکیو است.

## داستان
نمایش در روزگار معاصر می‌گذرد.
هیکارو شامگاهان به بیمارستانی می‌رسد که آئویی در آن بستری شده. پرستار از آشفتگی حال روانی آئویی می‌گوید و این که اینک تحت تأثیر دارو به خواب رفته‌است. پس از گفتگویی که در آن معلوم می‌شود که در شب‌های پیشین که هنوز هیکارو به بالین آئویی نرسیده بود زنی آراسته به عیادتش می‌آمده، پرستار می‌رود و آن زن مانند هر شب پیدا می‌شود. زن میانسال همانا یاسوکو روکوجو است که سالیانی پیش‌تر با هیکارو سر و سرّی داشته. در گفت و شنود میان هیکارو و خانم روکوجو معلوم می‌شود که روکوجو هنوز دل در گروی هیکارو دارد و عیادتش از آئویی برای شکنجه وی بوده، و این امید هنوز در دل روکوجو زنده است که وصال هیکارو را بازیابد. ولی هیکارو به آئویی وفادار است و از عشق جوانی پشیمان. از روکوجو اصرار و از هیکارو انکار، و در این هنگام آئویی در خواب پریشان‌تر و پریشان‌تر می‌شود. سرانجام پس از بگومگویی روکوجو می‌رود، و چون هیکارو در پی روان می‌شود، او را نمی‌یابد. تلفن را برمی‌دارد و با خانهٔ روکوجو تماس می‌گیرد. می‌گویند که روکوجو در خانه بوده و جایی نرفته. با خود روکوجو هم تلفنی حرف می‌زند، که از ماجرا بی‌خبر است. در همین حال صدای روکوجو از پشت در می‌آید که برگشته تا دستکش‌هایش را که فراموش کرده بردارد. هیکارو مات و مبهوت گوشی تلفن را می‌اندازد، دستکش‌ها را برمی‌گیرد و به سوی در می‌رود. صدای روکوجو از گوشی تلفن می‌رسد که از سکوت هیکارو گله می‌کند. در همین حال آئویی با رنج و به حال نیمه‌هشیار برمی‌خیزد، و می‌افتد، و می‌میرد.

## در ایران
بانو آئویی بارها در تئاترهای ایران روی صحنه برده شده است که مهم‌ترینش با کراگردانی بهرام بیضائی در سال ۱۳۷۶ و ۱۳۷۷ است.

## به فارسی
هوشنگ حسامی این نمایشنامه را به فارسی درآورده و سال ۱۳۷۶ در تهران منتشر کرده‌است:
- میشیما، یوکیو (۱۳۷۶). بانو آئویی. تهران: نشر تجربه. شابک ۹۶۴-۶۴۸۱-۰۶-X.

## نمایش‌های سرشناس

### بیرون از ژاپن

#### ایران

##### دههٔ ۱۹۷۰
در سال‌های ۱۳۵۲ و ۱۳۵۳ هجری خورشیدی گروه اهرمن ترجمهٔ آشوربانیپال بابلا از این نمایشنامه را با نامِ بانویی می‌میرد در کارگاه نمایش به کارگردانی مترجم نمایش داد.

##### دههٔ ۱۹۹۰
بهرام بیضایی این نمایشنامه را به سال ۱۹۹۸ میلادی در تالار قشقایی تئاتر شهر در تهران به نمایش همگانی درآورده است.

#### دههٔ ۲۰۲۰
در دی ماه سال ۱۳۹۸ نیز این نمایشنامه در شهر تبریز و توسط گروه اوژن به کارگردانی هادی ولی پور و بازی نرجس ابراهیمی و سجاد راسی در گالری استاد رسام اجرا داشت.

#### استرالیا
گروه نمایش قوی سیاه این نمایشنامه را به سال ۲۰۰۷ در پرت به نمایش درآورد.

#### امریکا
جری معوض این نمایشنامه را به سال ۲۰۱۶ میلادی در تماشاخانهٔ ایماگو در پورتلند، اورگن به نمایش همگانی درآورده است.

## نقد و نظر
| "                           | در متنِ سه‌آمی شوهر - شاهزاده گِنجی - بر صحنه نیست و در متن میشیما هست؛ و البتّه نه یک شاهزاده، که یک تاجر امروز ژاپنی است و اسمش در واقع لقبی است که شاهزاده گنجی است: هیکارو که یعنی «درخشان» و اینجا عملاً جای احضارکنندهٔ روح در متن سه‌آمی را می‌گیرد ضمن آن که همهٔ داستانِ پسزمینه‌ایِ عشق گنجی/روکوجو را - که چون تماشاگران سنّتی نو می‌دانند در متن سه‌آمی نیست - و باعث آزار آئویی است، اینجا با کمک روکوجو بازسازی می‌کند. همچنین پاکمردی که در متن سه‌آمی با خواندن اوراد در بهبود بانو آئویی می‌کوشد اینجا پرستاری است که به عکس پاکمرد، مشغولیت ذهنیش همه جنسی است. و صحنه به جای دربار، اتاقی است در بیمارستانی معمولی در توکیوی امروز. در یک‌سوّمِ پایانی متنِ میشیما، خانم آئویی به آزاری که می‌بیند عکس‌العمل می‌دهد تا بمیرد؛ در حالی که در متن سه‌آمی او در نوعی اغماست و بدونِ عکس‌العمل؛ و در پایان هم به نظر می‌رسد بهبود خواهد یافت؛ همچنان که به نظر می‌رسد روکوجو - یا حسادت مجسّم او - از آزار دست کشیده و آرامش یافته. | " |
| —بهرام بیضایی، فروردینِ ۱۳۷۷ | |   |

حسین کیانی بر این باور است که در این شکل حرکتی و اجراییِ نمایش شرقی، بر خلاف صورت ادبی و روانشناسانهٔ نمایش غربی، روکوجو با گسیل کردنِ شبح زندهٔ خود به بیمارستان «نه در حرف و احساس بلکه در عمل ثابت می‌کند که دوستدار حقیقی هیکارو، خود اوست.» وی همچنین می‌گوید که میشیما نیز مانند بازیگر ژاپنی «محرّک و حس و عمل شخصیت را از طبیعت می‌گیرد، امّا آن را با اعمال زیبایی که طبیعی نیست و تا حدود زیادی هم نامأنوس است، نشان می‌دهد.»
حمید امجد با نگاهی به جستجوی فرهنگی میشیما می‌نویسد:
پشت سر میشیما یک سنّت مستمرّ فرهنگی بوده‌است که پیش از او قطع شده. داستان بانو آئویی هزار سالی پیش از میشیما در گنجی مونوگاتاری خانم شیکیبو آمده، از آن به نمایش‌های عامیانه راه یافته، سه‌آمی موتوکیو آن را دیده و ثبت کرده، و حاصل را دامادش زنچیکو یوجینوبو در روایتی شاعرانه‌تر، با زبان ادبی غنی‌تر، و البتّه نمایشی‌تر بازنوشته. پنج قرن پس از این نسخه است که میشیما به سراغ داستان بانو آئویی می‌رود و در آن نه تنها روح زندهٔ بانو روکوجوی رها شده و معترض را، بلکه روح غرّان و معترض نمایش زندهٔ نو را به صحنهٔ مدرن ژاپنی دعوت می‌کند.
شهرام جعفری‌نژاد توضیح داده که هیکارو در پیشگاه دو زن مانده که یکی (آئویی) «جسم مطلق» و دیگری (روکوجو) «روح مطلق» است. و سرانجام در پایان نمایش «با این که تلفن . . . هیکارو را به واقعیّت بازمی‌گرداند صدای روح روکوجو از هیکارو می‌خواهد دستکش‌های سیاهش را پس دهد و هیکارو از پیِ او می‌رود تا جهان رؤیا را برگزیند.»